# Apidej Sit Hirun
Apidej Sit Hirun (de son vrai nom Narong Yaenprateep, né le 1er septembre 1941 à Samut Songkhram en Thaïlande et décédé le 4 avril 2013 ) est un champion de boxe thaï.

## Biographie
Apidej Sit Hrun a combattu parallèlement en muay-thaï et en boxe anglaise où il obtient de nombreux titres dans les années 1960. Il est considéré comme le meilleur combattant de la boxe thaï de tous les temps,. Après s'être retiré des rings, Apidej devient instructeur au célèbre Fairtex School Outside de Bangkok.